# Dipterocarpus gracilis
Dipterocarpus gracilis (лат.) — вечнозелёное дерево, вид рода Диптерокарпус (Dipterocarpus) семейства Диптерокарповые (Dipterocarpaceae), произрастает в Южной и Юго-Восточной Азии.

## Ботаническое описание
Dipterocarpus gracilis — вечнозелёное дерево, вырастающее до 50 м в высоту. Прямой цилиндрический ствол имеет закруглённые контрфорсы. Дерево может быть без ветвей до 30 м и диаметром от 100 до 180 см.

## Распространение и местообитание
Ареал Dipterocarpus gracilis включает Бангладеш, Индию (Андаманские и Никобарские острова, Аруначал-Прадеш, Ассам и Трипура), Индонезию (Ява, Калимантан, Суматра), Западную Малайзию, Мьянму, Таиланд, Филиппины и Вьетнам.
Это большое дерево растёт в низинных сезонных полувечнозелёных и вечнозелёных диптерокарповых лесах на высоте до 1200 м над уровнем моря. Встречается в различных местообитаниях на аллювиальных участках, сухих склонах и гребнях, известняках.

## Охранный статус
Из-за потери среды обитания и интенсивной эксплуатации древесины D. gracilis классифицируется как «уязвимый вид» в Красном списке угрожаемых видов МСОП.

## Применение
Dipterocarpus gracilis часто используют для производства товарной фанеры, а также как источник древесины для керунга.